# Sykomor
Sykomor (av grekiska sykomoros, av sykon, "fikon", och moron, "mullbär"), eller mullbärsfikonträd, på latin Ficus sycomorus, är en art i familjen mullbärsväxter.
Sykomoren är ett fikonträd. I det forntida Egypten dyrkades detta tjocka, knotiga och året runt gröna träd, inte bara för att det dignade av delikata frukter (mullbärsfikon). Man trodde också att kärlekgudinnan Hathor höll till i trädets skugga och hördes i vindens sus.
Sykomoren förekommer i Nya testamentet i berättelsen om den kortväxte tullindrivaren Sackaios i Jeriko, som enligt Lukasevangeliet klättrade upp i en sykomor för att kunna se Jesus (Luk 19:1–4).